# Monumento a Julio Garreta
Monumento a Julio Garreta es un monumento conmemorativo que se encuentra al municipio de San Felíu de Guixols (Bajo Ampurdán). Es incluido en el Inventario del Patrimonio Arquitectónico de Cataluña. Está dedicado al compositor guixolense Juli Garreta i Arboix (1875-1925). Es obra del escultor Enric Monjo. Fue inaugurado en 1932.

## Descripción
Se encuentra a los jardines que también llevan el nombre de Julio Garreta, al paseo de mar de la ciudad. Consiste en un cuerpo rectangular de piedra que reposa sobre un basamento de considerables dimensiones, también de piedra y con la inscripción  "Garreta" en la parte que mira a la montaña. En esta cara del monumento destaca un relevo que representa dos chicas junto a un árbol, imagen típicamente novecentista.
La cara que da al mar está presidida por un relevo de piedra que representa una sardana bailada por un grupo de chicas. También hay inscripciones con los títulos de algunas de las principales composiciones de Garretaː el rocío, Nydia, a Pau Casals, Isabel, junio, recordando el hogar, suite ampurdanesa, islas Medes, pastoral, concierto de viola para gran orquesta, sonata de cielo, sonata para piano. En los lados inferiores está la imagen de un niño, en una parte lleva un barco y en la otra una oveja. Los cuatro relieves del monumento son alusiones a las obras del músico. 
El monumento está rematado con una cornisa que alberga en la parte central un cabo de perfil del conocido músico, en forma de medallón.

## Historia
La realización de este monumento se empezó a plantear al poco de la muerte del compositor. Se constituyó una comisión pro monumento a Juli Garreta que en 1926 expuso un primer proyecto, realizado por el escultor Joan Borrell. Según este proyecto el monumento se tenía que colocar, inicialmente, en el cerro de San Telmo. Aun así el proyecto de Borrell fue desestimado y la obra la realizó, finalmente, Enric Monjo. El monumento a Juli Garreta fue inaugurado siete años después de la muerte del compositor, en 1932, por el presidente Francesc Macià. 
Juli Garreta i Arboix (1875-1925), nacido en San Felíu de Guixols fue un gran músico. Aprende solfeo y música de las experiencias de su padre: compositor y componente de la Orquesta Vieja, así que se le puede considerar profesionalmente autodidacto. Garreta eleva la sardana a la categoría de forma instrumental sinfónica. Es el autor de "Suite Ampurdanesa", "Pastoral" e "Impresiones sinfónicas", así como de unas ochenta sardanas: "Junio", "Primavera", "La Madrugada" ... caracterizadas por un profundo sentimiento lírico. Entre sus admiradores estaba Pau Casals, que en varias ocasiones había interpretado obras suyas.
En el mismo paseo marítimo de San Felíu de Guixols hay otro busto de Garreta, obra del escultor guixolense J. Balmaña (1935). En Mataró y en Gerona existen otros monumentos dedicados a Juli Garreta.